# Stelling van Van Aubel

De stelling van Van Aubel geldt ook als de vierhoek concaaf is

De stelling van Van Aubel is een stelling uit de meetkunde. 
Construeer op elk van de zijden van een vierhoek een vierkant, zodanig, dat als deze vierkanten kloksgewijs worden doorlopen, de zijden van de vierhoek in aaneengesloten richtingen worden doorlopen. Dan geldt dat de twee lijnstukken die de middens van de vierkanten verbinden aan overstaande zijden van de vierhoek, even lang zijn en loodrecht op elkaar staan.
De stelling is genoemd naar Henricus Hubertus van Aubel  (geboren op 20 november 1830 te Maastricht; overleden op 3 februari 1906 te Antwerpen). Van Aubel was leraar wiskunde aan het Koninklijk Atheneum van Antwerpen.

## Tweede stelling
Een tweede stelling die als stelling van Van Aubel bekendstaat, heeft betrekking op een Ceva-driehoek A'B'C' van een punt P in driehoek ABC. Volgens deze stelling geldt:
{\displaystyle {\frac {AP}{PA'}}={\frac {AB'}{B'C}}+{\frac {AC'}{C'B}}.}